# 鶏蛋仔
鶏蛋仔（けいたんし、広東語:ガイダンジャイ、粵拼：gai1 daan6 zai2）は、香港及びマカオでよく食べられている、鶏卵を用いた球状のワッフル菓子である。
発酵させた卵の生地を、半球状の2枚のプレートにはさんで火を通して作る。ふつうはプレーンのものを熱い状態で食べるが、イチゴやココナッツ、チョコレートなど果物その他のフレーバーがついたものもある。
もともとの広東語では雞蛋仔と漢字表記する。 英語ではエッグワッフル(egg waffle)、エッグパフ(egg puff)、バブルワッフル(bubble waffle)、エゲット(eggette)、パンケーキボールズ(pancake balls)、パンケーキワッフル(pancake waffle)、エッグレット(egglet)、パッフル(puffle)などと呼ぶ。アメリカ合衆国、とくにニューヨークのチャイナタウンでは香港ケーキ(Hong Kong cakes)と呼ばれることもある。
1枚の鶏蛋仔には30から35ほどの小さな丸い「ボール」がついている。ベビーカステラに似た形をしているが、ひとつひとつのボールが分かれておらず、つながっている。
鶏蛋仔は香港の屋台でも最も人気があるおやつで、香港の人気屋台料理100選で第1位に選ばれたこともある。
1950年代に、香港の街のキオスクで炭火で焼いて売るお菓子として登場して以降、屋台のおやつとしてずっと人気を保っている。

## 来歴
鶏蛋仔は文字通りには「小さなニワトリの卵」を指す言葉である。鶏蛋仔は香港の老若男女がよく記憶にとどめているおやつであるにもかかわらず、起源はよくわかっていない。
CNNの取材によると、以下のような説があるという。
ある話によると、かつて卵はぜいたく品であったため、戦後の企業家が卵なしの生地の埋め合わせをするため卵の形をした型を作り上げたのだという。他の話によると、屋台で働く行商人が割れた卵を安く買って生地にしたため、このケーキが今ではよく知られている金色の姿になったのだという。鶏蛋仔の型にする鉄の特製スキレットは、ヨーロッパで伝統的に使われている格子状のワッフル型の香港版であると言ってもさしつかえはないだろう。今日では、この関連する二種類のおやつはよく同じ屋台で売られている。

## 作り方

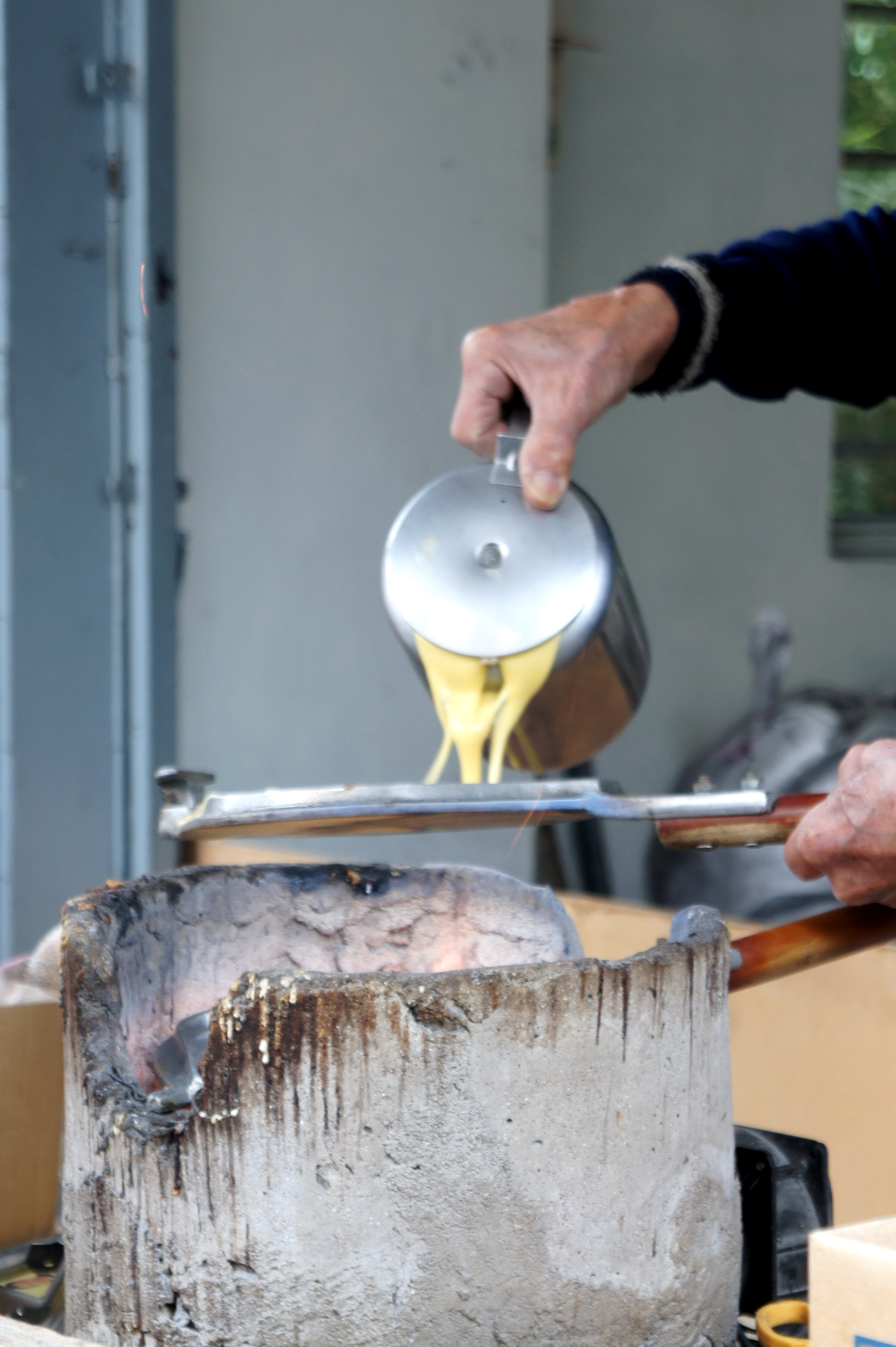
卵を使った生地を炭火で熱した特製ワッフル焼き器に注ぐところ。

鶏蛋仔は甘く、卵をたっぷり使った生地を小さな丸い仕切りに分かれた特別な調理用鉄板で熱して作る。この鉄板はデンマークのお菓子であるエイブルスキーバーを作るものに似ているが、もっとたくさんの小さい丸い仕切りがある。日本のたこ焼き機にも似ている。この鉄板は炭火にかけて熱くするが、現在では電熱器を用いるほうがふつうである。生地をこの特製調理器に注ぎ込んで熱し、小さな卵形の鶏蛋仔ができる。カリっとした鶏蛋仔を作るには、生地を熱した鉄板にそそぎこんだ後、素早く鉄板をひっくり返すのがコツである。こうすることによって、外側はカリカリしていて内側はケーキのような食感の鶏蛋仔を作ることができる。 生地のほとんどはイースト以外の膨張剤を用いるクイックブレッド生地であるが、イーストでふくらませたり、発酵バターを用いるものもある。鶏蛋仔を食べる時間にはとくに決まりはなく、地元の習慣に拠る。

## フレーバーの発展
今日、鶏蛋仔にはさまざまなアレンジが加えられている。卵の風味のみの伝統的なプレーンワッフルの他、チョコレート、緑茶、ジンジャー、イチゴ、ココナッツ、紫イモ、ライチなど、さまざまなフレーバーのものも売られている。鶏蛋仔はアイスクリームなど他のデザートと組み合わせて供されることもある。アメリカ合衆国や台湾など、香港以外でも売られるようになっている。

## 参考資料
- Connelly, Michael Alan (2014年12月18日). “20 Must-Try Street Foods Around the World”. Fodor's. 2016年7月24日閲覧。